# سان سیتی (کانزاس)
سان سیتی (به انگلیسی: Sun City) شهری در ایالت کانزاس کشور ایالات متحده آمریکا است که جمعیت آن در سرشماری سال ۲۰۱۰ میلادی، ۵۳ نفر بوده‌است.